# シード (レンズメーカー)
株式会社シード（英: Seed Co., Ltd.）は、東京都文京区にあるコンタクトレンズメーカーである。

## 概要
『SEED』ブランドのコンタクトレンズ、コンタクトレンズケア用品の製造販売、眼鏡レンズ・フレームの製造販売を行っている。
2017年（平成29年）3月期の連結売上構成は、コンタクトレンズ・ケア用品事業95.0%、眼鏡事業3.6%、その他1.3%となっている。
日本で初めてコンタクトレンズの研究を行った「東京コンタクトレンズ研究所」を母体としている。1962年（昭和37年）に「マイコン」（マイ・コンタクトレンズの略）としてブランド化。これは、1970年（昭和45年）に開かれた大阪万博のタイムカプセルに収められている。
更に1972年（昭和47年）には「マイコンソフト」と銘打ったソフトタイプコンタクトレンズを、1984年（昭和59年）には「マイコン ハイO2」という酸素透過性ハードタイプレンズを市販した。1985年（昭和60年）、シードコンタクトレンズ研究所の設立に伴いブランド名を現在の「シード」に変更。社名も1987年（昭和62年）にそれに変更された。更に1992年（平成4年）には煮沸消毒のいらないソフトレンズ「コンセプトF」を新発売した。近年では一定期間（1週間 - 1ヶ月程度）の使いきりタイプのコンタクトレンズも発売されている。
1993年（平成5年）から眼鏡事業を開始。特に2000年（平成12年）には、松雪泰子が企画・プロデュースした「Vivid Moon」という眼鏡ブランドを開拓した。
2004年（平成16年）に、国産初となる2週間使い捨てソフトレンズ「シード 2weekPure」を発売した。また、2009年（平成21年）には、国産初の1日使い捨てソフトコンタクトレンズ「シード 1dayPure」発売した。
なお、大阪市都島区にある株式会社シード（消しゴムメーカー）とは別会社で資本関係などはない。

## 沿革
- 1951年（昭和26年） - 日本初のコンタクトレンズの研究を開始。
- 1957年（昭和32年）10月 - 株式会社東京コンタクトレンズ研究所を設立。
- 1972年（昭和47年） - 日本で初のソフトコンタクトレンズ「マイコンソフト」を発売。
- 1987年（昭和62年）2月 - 株式会社東コン販売を合併し、株式会社シードに商号変更。
- 1989年（平成元年）12月 - ジャスダックに上場。
- 1998年（平成10年）10月 - 子会社として株式会社メガサーチを設立。
- 1999年（平成11年）2月 - 子会社の株式会社シードコンタクトレンズ研究所の目的をメガネ・コンタクトレンズ等の販売に変更し、株式会社タワービジョンに商号変更。
- 2000年（平成12年）4月 - 有限会社メディエイト（現・株式会社シードアイサービス）とその子会社である京都コンタクトレンズ株式会社を子会社化。
- 2008年（平成20年）9月 - 薬事法65条・69条違反を理由に、東京都や埼玉県から行政処分を受ける[1]。
- 2011年（平成23年）4月 - 株式会社シードアイサービスが株式会社メガサーチを吸収合併。
- 2013年（平成25年）3月 - 京都コンタクトレンズ株式会社を清算。
- 2014年（平成26年）3月 - 東京証券取引所第二部に市場変更。
- 2017年（平成29年）3月 - 東京証券取引所第一部に指定替え。

## 関係会社
連結子会社
- 株式会社タワービジョン（埼玉県幸手市） - コンタクトレンズ・ケア用品事業、眼鏡事業（完全子会社）
- 株式会社シードアイサービス（東京都文京区） - コンタクトレンズ・ケア用品事業、眼鏡事業（完全子会社）
  - 株式会社アイスペース（東京都文京区） - コンタクトレンズ・ケア用品事業（シードアイサービスの完全子会社）
- 実瞳（上海）商貿有限公司（中華人民共和国上海市） - コンタクトレンズ・ケア用品事業、眼鏡事業（完全子会社）
- SEED CONTACT LENS TAIWAN CO.,LTD.（台湾台北市） - コンタクトレンズ・ケア用品事業、眼鏡事業（完全子会社）
- SEED Contact Lens ASIA Pte.,Ltd.（シンガポール） - コンタクトレンズ・ケア用品事業、眼鏡事業（完全子会社）

## 販売推進
著名人の起用
販売推進手法として、商品の企画・プロデュースに主に芸能人を参画させる。
- 松雪泰子
- 米倉涼子
- 玉木宏

CMモデル
- 森山ゆうこ
- 片桐はいり
- 長澤まさみ
- 小栗旬
- 北川景子
- 福原遥